# 约翰尼·纳什
小约翰·雷斯特·纳什（英語：John Lester Nash Jr，1940年8月19日—2020年10月6日），是一位美国歌手、词作家，因1972年的单曲我现在可以看清楚了而得名。他主要以雷鬼和流行音乐的创作为主，是最早在金斯敦录制雷鬼音乐的非牙买加艺术家之一。

## 早年生平
纳什出生在美国德克萨斯州的休斯顿，是伊丽莎（阿姆斯特朗）和约翰-莱斯特-纳什的儿子。 他从小就在休斯顿中南部的进步新希望浸信会教堂唱诗班唱歌。从1953年开始，纳什在KPRC-TV的一个本地综艺节目“Matinee”中翻唱R&B歌曲。从1956年起，他在亚瑟·格德弗雷的广播和电视节目中进行了长达7年时间的演唱工作。纳什结过三次婚，并有两个孩子。

## 死亡
2020年10月6日，纳什在休斯顿的家中，在亲密的家人的陪伴下，因自然原因平静地离开了人世。享年80岁。